# Lac Berlinguet
Pour les articles homonymes, voir Berlinguet.
Le lac Berlinguet est un plan d'eau douce situé du côté Est du réservoir Gouin, dans le territoire de la ville de La Tuque, dans la région administrative de la Mauricie, dans la province de Québec, au Canada.
Ce lac s’étend entièrement dans le canton de Berlinguet.
Les activités récréotouristiques constituent la principale activité économique du secteur. La foresterie arrive en second.
Diverses routes forestières secondaires desservent les alentours du « Lac Berlinguet » pour accommoder les activités récréotouristiques et la foresterie de la rive Est du réservoir Gouin. Ces routes forestières se connectent à l’Est à la route 451 qui passe à l’Est du lac Berlinguet et qui relie vers le Sud le barrage Gouin et le barrage La Loutre.
La surface du « Lac Berlinguet » est habituellement gelée de la mi-novembre à la fin avril, toutefois la circulation sécuritaire sur la glace se fait généralement du début décembre à la fin de mars.

## Géographie
Les bassins versants voisins du « Lac Berlinguet » sont :
- côté nord : le Lac de la Lime, lac Frontenac, lac Beaussier, lac Palluau ;
- côté est : ruisseau Berlinguet, rivière Wabano Ouest, lac Baillairgé, rivière Wabano, rivière du Loup (rivière Wabano) ;
- côté sud : lac Faguy, lac Levasseur (rivière Faguy), rivière Wabano ;
- côté ouest : lac Brochu (réservoir Gouin), rivière Wapous, lac du Déserteur, lac Déziel (réservoir Gouin).

D’une longueur de 6,7 km, le lac Berlinguet s’approvisionne surtout du ruisseau Code (venant du Sud) et de la décharge (venant du Nord) des Lac de La Lime et Lac Bélisle. Ce lac est peu profond, comportant une zone de marais sur ses rives ainsi que du côté Est ; ce lac est barré par des montagnes du côté Sud. Ce lac comporte l’entrée d’une baie (longueur  : 2,5 km) située au milieu de la rive Est ; cette comporte l’embouchure du lac qui forme la tête du ruisseau Berlinguet.
La confluence du « Lac Berlinguet » avec le ruisseau Berlinguet est localisée du côté Est du plan d’eau à :
- 6,2 km à l’Ouest de l’embouchure du ruisseau Berlinguet ;
- 14,1 km au Nord-Ouest de l’embouchure de la rivière Wabano Ouest ;
- 36,3 km au Nord de l’embouchure de la rivière Wabano ;
- 34,9 km au Nord du barrage Gouin ;
- 88,4 km au Nord-Ouest du centre du village de Wemotaci (rive Nord de la rivière Saint-Maurice) ;
- 168 km au Nord-Ouest du centre-ville de La Tuque ;
- 283 km au Nord-Ouest de l’embouchure de la rivière Saint-Maurice (confluence avec le fleuve Saint-Laurent à Trois-Rivières)[1].

À partir de l’embouchure du Lac Berlinguet, le courant coule sur 13,0 km par le ruisseau Berlinguet, 15,2 km par la rivière Wabano Ouest et 51,8 km par la rivière Wabano. Cette dernière se déverse en aval du barrage La Loutre. À partir de cette embouchure, le courant emprunte la rivière Saint-Maurice jusqu’à Trois-Rivières.

## Toponymie
Ce toponyme est lié au canton de Berlinguet, à l’ancien territoire non organisé « Lac-Berlinguet », au ruisseau Berlinguet et au lac Berlinguet. Ce toponyme évoque l’œuvre de vie de François-Xavier Berlinguet (1830-1916), fils de Thomas, était architecte, ingénieur civil, sculpteur, entrepreneur et arpenteur. Berlinguet a construit une cinquantaine d'églises et dessiné plusieurs décors intérieurs. Il a été président des architectes de la province de Québec (1892), président de la Société de géographie de Québec en 1906-1907 et membre du conseil de direction pendant plusieurs années.
Le toponyme "Lac Berlinguet" a été officialisé le 5 décembre 1968 par la Commission de toponymie du Québec.